# Cerro Mohinora
Cerro Mohinora är en 3 303 meter hög utslocknad vulkan i Sierra Madre Occidental i Mexiko. Den ligger vid Guadalupe y Calvo i Chihuahua och är delstatens högsta punkt.

## Klimat
Somrarna är kyliga och temperaturen når sällan 25 °C och faller regelbundet under 10 °C. Kraftiga regnväder förekommer från juni till oktober. Vintrarna är mycket kalla med temperaturer från 0 °C ner till -31 °C. Snöstormar med kraftiga vindar är vanliga och snödjupet över 1 meter.